# Álvaro Martín
Álvaro Martín Uriol (* 18. Juni 1994 in Llerena, Provinz Badajoz) ist ein spanischer Geher. Zu seinen größten sportlichen Erfolgen zählen die Siege bei den Olympischen Sommerspielen 2024 in Paris im Mixed-Marathon, bei den Weltmeisterschaften 2023 in Budapest über 20 und 35 km sowie bei den Europameisterschaften 2018 in Berlin und 2022 in München über die 20-km-Distanz.

## Leben
Álvaro Martín wurde im kleinen Dorf Llerena geboren. Im Alter von 16 Jahren zog er nach Madrid um seine Sportkarriere und Schulbildung voranzutreiben. Er erwarb Universitätsabschlüsse in den Fächern Politik- und Rechtswissenschaften.

## Sportliche Laufbahn
Martín nimmt seit 2010 an internationalen Wettbewerben teil. Bei den damals erstmals ausgetragenen Olympischen Jugendspielen in Singapur belegte er den 9. Platz über die 10.000-Meter-Distanz. Ein Jahr später kam er bei den Jugendweltmeisterschaften in Lille auf dem achten Platz ein, darauf folgte der fünfte Platz bei den Juniorenweltmeisterschaften in Paris. Bei den Olympischen Spielen 2012 in London nahm er erstmals bei den Erwachsenen bei einem internationalen Großevent teil, konnte dort das Rennen allerdings nicht beenden.
2013 gewann er über die 10.000-Meter-Distanz bei den Junioreneuropameisterschaften die Bronzemedaille. Einen Monat später nahm er an den Weltmeisterschaften in Moskau teil und belegte über die doppelte Distanz den 24. Platz. Ein Jahr später belegte er bei den Europameisterschaften in Zürich den sechsten Rang.
Bei den U23-Europameisterschaften 2015 in Tallinn gewann er über die 20-km-Distanz die Silbermedaille, bevor er wie schon zwei Jahre zuvor, erneut bei den Weltmeisterschaften antrat. Dort lief er auf den 16. Platz und verbesserte seine Zeit gegenüber seinem letzten Auftritt bei den Weltmeisterschaften um mehr als drei Minuten.
Bei den Olympischen Spielen 2016 in Rio de Janeiro kam er trotz einer ähnlichen Zeit wie bei den Weltmeisterschaften im Jahr zuvor, nicht über den 22. Platz hinaus. Zuvor stellte er im Mai 2016 in 1:19:36 h eine neue Bestzeit über die 20-km-Distanz, bei einem Meeting in Rom, auf. Diese Zeit bestätigte er annähernd bei den Weltmeisterschaften 2017, was ihm den achten Platz einbrachte.
2018 stellte er mit seinem Sieg über die 20-km-Distanz in 1:20:42 h bei den Europameisterschaften in Berlin seinen bislang größten sportlichen Erfolg auf. Ein Jahr später belegte er bei den Weltmeisterschaften in Doha in 1:33:20 h den 22. Platz. 2021 trat er in Tokio bei seinen dritten Olympischen Sommerspielen an und verpasste im Wettkampf, der wegen der klimatischen Bedingungen in Sapporo ausgetragen wurde, als Vierter knapp die Medaillenränge. 2022 erreichte er im Frühjahr im Rahmen der Geher-Team-Weltmeisterschaften im Oman als Zweiter das Ziel über die 35-km-Distanz. Im Juli trat er in Eugene erneut bei den Weltmeisterschaften an. Dort benötigte er 1:20:19 h für die 20 km und landete damit auf dem siebten Platz. Einen Monat später verteidigte er bei den Europameisterschaften in München erfolgreich seinen Titel von 2018 und stellte in 1:19:11 h zudem eine neue 20-km-Bestzeit auf. Zu Beginn der Freiluftsaison 2023 stellte Martín neue Bestzeiten über 20 und 35 km auf.
Am 19. August 2023 feierte Álvaro Martín seinen bisher größten Erfolg. Er gewann bei den Weltmeisterschaften 2023 in Budapest in persönlicher Bestzeit (1:17:32 h) den Weltmeistertitel. Ein paar Tage später krönte er sich mit dem Sieg auch über 35 km zum Doppelweltmeister. 2024 konnte Martín bei den Olympischen Sommerspielen in Paris die Bronzemedaille über 20 km gewinnen. Wenige Tage später konnte er in der erstmals ausgetragenen Marathon-Mixed-Staffel zusammen mit seiner Teamkollegin, María Pérez García, die Goldmedaille gewinnen.
Martín gewann im Laufe seiner Karriere bislang insgesamt sieben spanische Meistertitel, siebenmal über 10 km (2012, 2017–2021, 2024) und ein Mal über 35 km (2023).
Im Oktober 2023 wurde er als einer von elf Sportlern für die Auszeichnung als Welt-Leichtathlet des Jahres 2023 nominiert. Nach seinem Erfolg bei den Olympischen Sommerspielen in Paris, erklärte er im September 2024 im Alter von 30 Jahren seinen Rücktritt vom aktiven Leistungssport.

## Wichtige Wettbewerbe
| Jahr                | Veranstaltung                     | Ort                 | Platz               | Disziplin           | Zeit                |
| Startet für Spanien | Startet für Spanien               | Startet für Spanien | Startet für Spanien | Startet für Spanien | Startet für Spanien |
| ------------------- | --------------------------------- | ------------------- | ------------------- | ------------------- | ------------------- |
| 2010                | Olympische Jugendspiele           | Singapur            | 9.                  | 10.000 m Bahngehen  | 47:04,10 min        |
| 2011                | U18-Jugendweltmeisterschaften     | Lille               | 8.                  | 10.000 m Bahngehen  | 42:27,28 min        |
| 2012                | U20-Juniorenweltmeisterschaften   | Barcelona           | 5.                  | 10.000 m Bahngehen  | 40:35,52 min        |
| 2012                | Olympische Sommerspiele           | London              |                     | 20 km Gehen         | DNF                 |
| 2013                | U20-Junioreneuropameisterschaften | Rieti               | 3.                  | 10.000 m Bahngehen  | 41:13,95 min        |
| 2013                | Weltmeisterschaften               | Moskau              | 24.                 | 20 km Gehen         | 1:25:12 h           |
| 2014                | Europameisterschaften             | Zürich              | 6.                  | 20 km Gehen         | 1:21:41 h           |
| 2015                | U23-Europameisterschaften         | Tallinn             | 2.                  | 20 km Gehen         | 1:24:51 h           |
| 2015                | Weltmeisterschaften               | Peking              | 16.                 | 20 km Gehen         | 1:22:04 h           |
| 2016                | Olympische Sommerspiele           | Rio de Janeiro      | 22.                 | 20 km Gehen         | 1:22:11 h           |
| 2017                | Weltmeisterschaften               | London              | 8.                  | 20 km Gehen         | 1:19:41 h           |
| 2018                | Europameisterschaften             | Berlin              | 1.                  | 20 km Gehen         | 1:20:42 h           |
| 2019                | Weltmeisterschaften               | Doha                | 22.                 | 20 km Gehen         | 1:33:20 h           |
| 2021                | Olympische Sommerspiele           | Tokio               | 4.                  | 20 km Gehen         | 1:21:46 h           |
| 2022                | Weltmeisterschaften               | Eugene              | 7.                  | 20 km Gehen         | 1:20:19 h           |
| 2022                | Europameisterschaften             | München             | 1.                  | 20 km Gehen         | 1:19:11 h           |
| 2023                | Weltmeisterschaften               | Budapest            | 1.                  | 20 km Gehen         | 1:17:32 h           |
| 2023                | Weltmeisterschaften               | Budapest            | 1.                  | 35 km Gehen         | 2:24:30 h           |
| 2024                | Olympische Sommerspiele           | Paris               | 3.                  | 20 km Gehen         | 1:19:11 h           |
| 2024                | Olympische Sommerspiele           | Paris               | 1.                  | Marathon Gehen      | 2:50:31 h           |

## Persönliche Bestleistungen
- 10.000-m-Bahngehen: 38:53,64 min, 29. Juni 2024, La Nucia
- 20-km-Gehen: 1:17:32 h, 19. August 2023, Budapest
- 35-km-Gehen: 2:24:30 h, 24. August 2023, Budapest, (spanischer Rekord)
- 50-km-Gehen: 3:57,24 h, 16. Februar 2020, Torrevieja